# Птеродактили
Птеродактилите (Pterodactylus) са изчезнал род летящи хищници от семейство птеродактилови (Pterodactylidae). Счита се, че родът съдържа само един вид – Pterodactylus antiquus, който е и първият птерозавър, идентифициран като летящо влечуго.
Вкаменелости от този вид са намирани основно в Бавария, Германия и са отнасяни към периода късна юра, преди около 150,8 – 148,5 милиона години.
Видът е бил хищен и вероятно се е хранел с риба и други малки животни. Както всички птерозаври, птеродактилът е имал крила, образувани от кожа и мускулна мембрана, разпъната от четвъртия си пръст до задните крайници.

## Описание
Птеродактилът е изучен от над 30 екземпляра вкаменелости и докато повечето от тях са на млади образци, много са съхранили цели скелети. Pterodactylus antiquus е бил относително малък птерозавър с прогнозиран максимален размах на крилата до 1,04 m (единственият запазен възрастен образец е представен от един череп).
Черепите на възрастните птеродактили са издължени и тънки с около 90 тесни и конусовидни зъби. Зъбите излизат от двете краища на челюстите и се смаляват с отдалечаване от челюстта, за разлика от някои подобни видове, при които зъбите излизат само от горната част на челюстите и са относително еднакви по размер. Също така, за разлика от подобните видове, черепът и челюстите са прави, а не изкривени нагоре.
Pterodactylus като останалите птерозаври има гребен на черепа, съставен основно от меки тъкани. При възрастните птеродактили този гребен заема място между задния ръб на предочния прозорец (големият отвор на черепа) и задната част на черепа. В поне един образец, гребенът има къса костна основа, също наблюдавана в подобни птерозаври като Germanodactylus. Твърди гребени са намирани единствено на големи, напълно пораснали екземпляри на птеродактили, което ще рече, че това е била структура, която е нараствала и се е развивала, докато индивидите не достигнат зрялост.

## Плаеобиология

### Възрастови класове
Като другите птерозаври (особено Rhamphorhynchus), птеродактилите могат да варират значително според възраст или зрялост. Както пропорциите на костите на крайниците, така и размерът и формата на черепа, а и размерът и броят на зъбите се променят, докато животното расте. В историческо отношение, това води до различни нива на растежа да бъдат объркани за нови видове на Pterodactylus. Няколко детайлни трудове, използващи различни методи за измерване на растежните криви сред познатите образци предполагат, че има точно един вид птеродактил, P. antiquus.
Най-младите и незрели индивиди имат малък брой зъби (около 15), които има относително широка основа. Останалите индивиди P. antiquus имат по-тесни и по-голям брой зъби (в някои индивиди присъстват до 90 зъба).
Птеродактилите могат да бъдат разделени на два отделни възрастови класа. В първия клас черепите са 15 – 45 mm на дължина. Вторият клас се характеризира с черепи с дължина 55 – 95 mm, но все още незрели. Тези първи две групи преди са били класифицирани като млади и възрастни видове P. kochi, докато по-нататъшни изследвания не показват, че дори въпросните възрастни са всъщност незрели и вероятно принадлежат към друг вид. Трети възрастов клас е представен от видове от традиционния P. antiquus, както и няколко изолирани, големи индивида, които преди са били приписвани на P. kochi. Въпреки това, всички видове в този трети възрастов клас също показват признаци на незрялост. Напълно зрелите птеродактили остават неизвестни или е възможно да са били погрешно класифицирани в друг род.

### Растеж и размножаване
Различните възрастови класове на индивидите Pterodactylus antiquus показват, че тези видове вероятно са се размножавали сезонно и са растели последователно по време на живота си. Ново поколение P. antiquus се е създавало сезонно и е достигало големината на втори възрастов клас докато следващото поколение се излюпи, създавайки струпвания на индивиди с подобен размер и възраст във фосилния запис. Най-малкият клас вероятно е бил съставен от индивиди, които току-що са се научили да летят и са били по-млади от една година. Вторият възрастов клас е представен от индивиди между една и две години, а редкият трети клас е съставен от индивиди на две и повече години. Този модел на растежа е подобен на съвременните крокодили, отколкото на птиците.

### Ежедневна активност
Сравнения между склеротикалните пръстени на Pterodactylus antiquus и съвременни птици и влечуги предполагат, че видът е бил активен през деня. Това може да е показател и за разделяне на нишата, като по-нататъшните птерозаври са активни през нощта, като например Ctenochasma и Rhamphorhynchus.